# Coindesk JAPAN
coindesk JAPAN（コインデスクジャパン）は、CoinDesk Japan株式会社が運営するWEBニュースメディアであり、2019年3月に創刊した。新しい経済をつくるビジネスピープル・投資家のための、次世代型・金融／経済／ビジネスのニュースメディアを標榜している。米ブルームバーグ（Bloomberg）、ダウ・ジョーンズ（Dow Jones）、Business Insider（ビジネス・インサイダー）などでニュース編集に従事してきた佐藤茂が、編集長を務めている。
仮想通貨（暗号資産）やブロックチェーンを軸に、金融、経済、ビジネスなどの記事を掲載しており、その多くがYahoo!ニュースやYahoo!ファイナンスにも配信されている。また、国内最大のブロックチェーンカンファレンスbtokyoやその派生コミュニティであるbtokyo membersをはじめとした多くのイベントに対してメディアパートナーとして協力している。
親会社であるN.Avenue株式会社が発刊した、ブロックチェーン・仮想通貨に特化し国内外の動向を網羅的に解説した『ブロックチェーン白書』について、法務・税務・会計面においてはアンダーソン・毛利・友常法律事務所やAerial Partners株式会社の監修を受けているが、編集は全面的にcoindesk JAPAN編集部がリードしている。

## 概要
coindesk JAPANは、世界最大級のブロックチェーン・デジタル資産に特化した次世代経済メディアである米CoinDesk（コインデスク）の公式日本版。米CoinDeskが配信するコンテンツの翻訳記事を中心に、日本国内向けの独自記事や、取材を行うなどのオリジナルコンテンツを配信している。
米CoinDeskは、世界最大の暗号資産ファンドであり、暗号資産ファンド「GBTC（Grayscale Bitcoin Trust）」を運営するグレースケール社等を運営するコングリマリッドDigital Currency Groupの子会社。2021年には「GBTC（Grayscale Bitcoin Trust）」にも採用される暗号資産インデックスを開発するデータ提供企業Tradeblock社を買収し、報道メディアだけでなくインデックスを保有するデータ企業としても存在感を発揮する。
日本では、CoinDesk Japan株式会社が日本国内の独占ライセンスを所有する。親会社は、Zホールディングス株式会社関連会社のN.Avenue株式会社で、国内最大のブロックチェーンカンファレンス「btokyo」や、NFT情報ポータルの「NFTmu!」を運営している。

## エディトリアルポリシー
CoinDesk Japanのミッションは、信用あるニュースとデータを提供し、イベントプロバイダーの役割として、テクノロジー開発の進展を伝え続けながら、世界の暗号資産（仮想通貨）コミュニティに議論と知見を深める場を提供することである。
CoinDesk Japanは、CoinDesk Japan株式会社が運営を行うが、CoinDesk Japanの運営においては編集の独立性を担保する。いかなる出資者やその子会社・関連会社も編集内容に影響を与えることはなく、編集内容に関して出資者やその子会社・関連会社にアドバイスを求めたり、記事化する前の事前情報を提供することもないという方針を掲げている。
編集部の行動原則としては、以下のように謳っている。

## 沿革
- 2018年11月　親会社N.Avenue株式会社が米メディアCoinDeskと日本での独占ライセンス契約を締結
- 2018年11月　CoinDesk Japan株式会社設立、高田徹が代表取締役に就任
- 2019年3月　ウェブメディアcoindesk JAPANを創刊[1]
- 2019年4月　Yahoo!ニュース、Yahoo!ファイナンスへの配信をスタート
- 2019年9月　取締役COOの神本侑季が代表取締役に就任
- 2019年10月　親会社N.Avenueが主催する国内最大のブロックチェーンカンファレンスbtokyo2019にメディアパートナーとして協力
- 2021年3月　親会社N.Avenueが主催する国内最大のブロックチェーンカンファレンスbtokyo ONLINE2021にメディアパートナーとして協力